# Schnackenburg

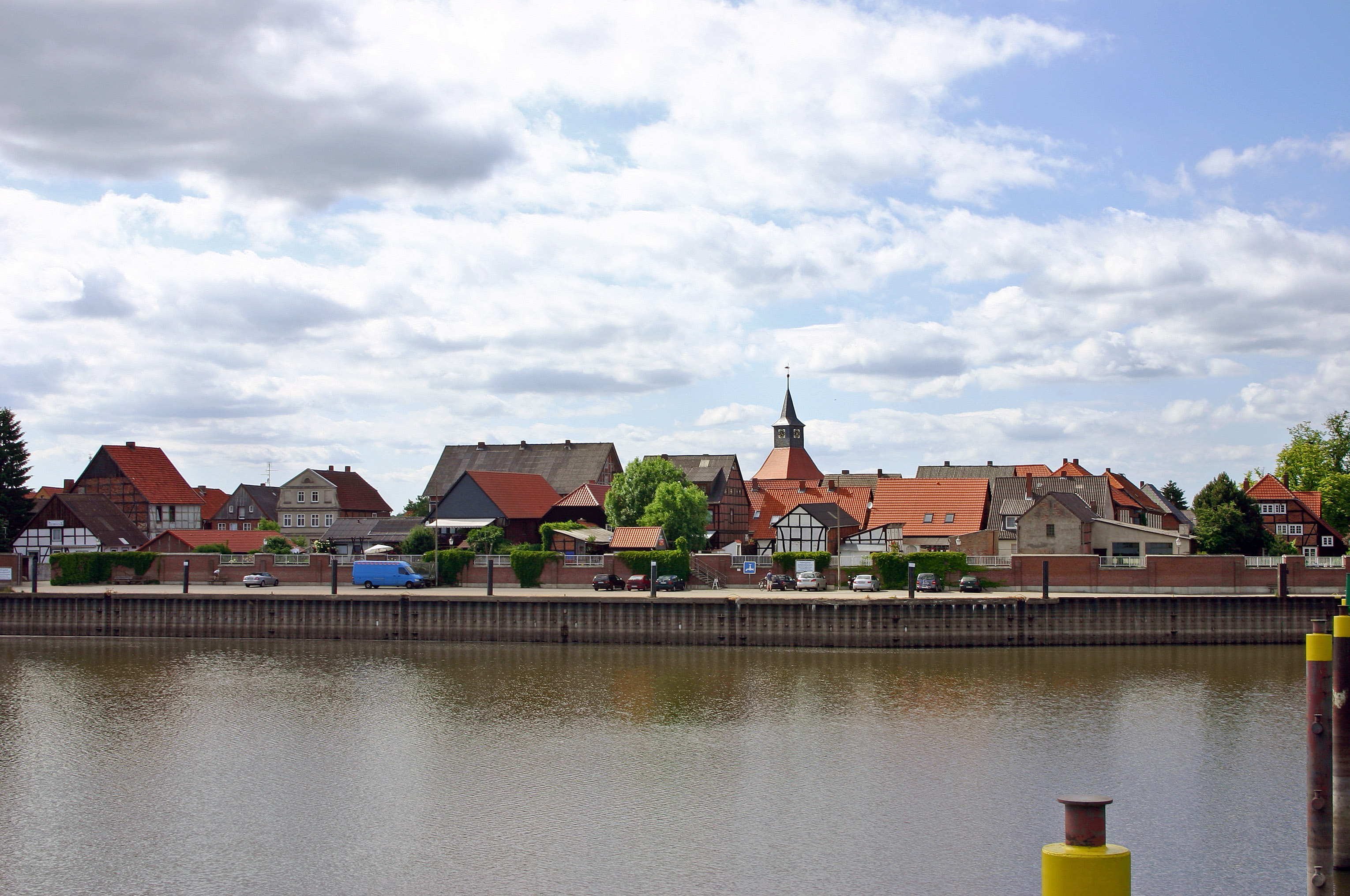
Schnackenburg mit Hafenbecken in der Mündung des Aland

Schnackenburg [ˈʃnɑkən-] ist eine Stadt im Landkreis Lüchow-Dannenberg. Sie ist Mitgliedsgemeinde der Samtgemeinde Gartow und ist die östlichste Gemeinde in Niedersachsen. Sie hat 578 Einwohner und erstreckt sich auf einer Fläche von 23,67 km² (Stand 31. Dezember 2020). Schnackenburg ist damit die kleinste Gemeinde mit Stadtrecht in Niedersachsen und eine der kleinsten Städte Deutschlands. Eine relative Bekanntheit ergab sich während der Deutschen Teilung: Hier war ein Messpunkt für die Tauchtiefe der Elbe, die damals die Grenze bildete.

## Geografie

### Geografische Lage
Schnackenburg liegt im Urstromtal der Elbe. In diese mündet am Stadtgebiet der Nebenfluss Aland. Bis zur deutschen Wiedervereinigung war Schnackenburg Grenzstadt und Zollstation mit einem Schutzhafen für die Binnenschifffahrt. Die Fährverbindung nach Lütkenwisch in Brandenburg wurde im Jahr 1990 wieder aufgenommen. Sie verbindet zwischen den beiden festen Elbequerungen durch Brücken bei Wittenberge und von Dömitz nach Dannenberg zusammen mit der etwas weiter stromabwärts gelegenen Fährverbindung Pevestorf–Lenzen (Elbe) die Bundesländer Niedersachsen und Brandenburg.
Ökologisch hat die Region durch den früheren Grenzverlauf noch ein Grünes Band. Die Elbtalaue rund um Schnackenburg ist ein Naturschutz- und Erholungsgebiet mit seltenen Pflanzen und Vögeln, wie zum Beispiel Seeadler und Schwarzstorch.

### Stadtgliederung

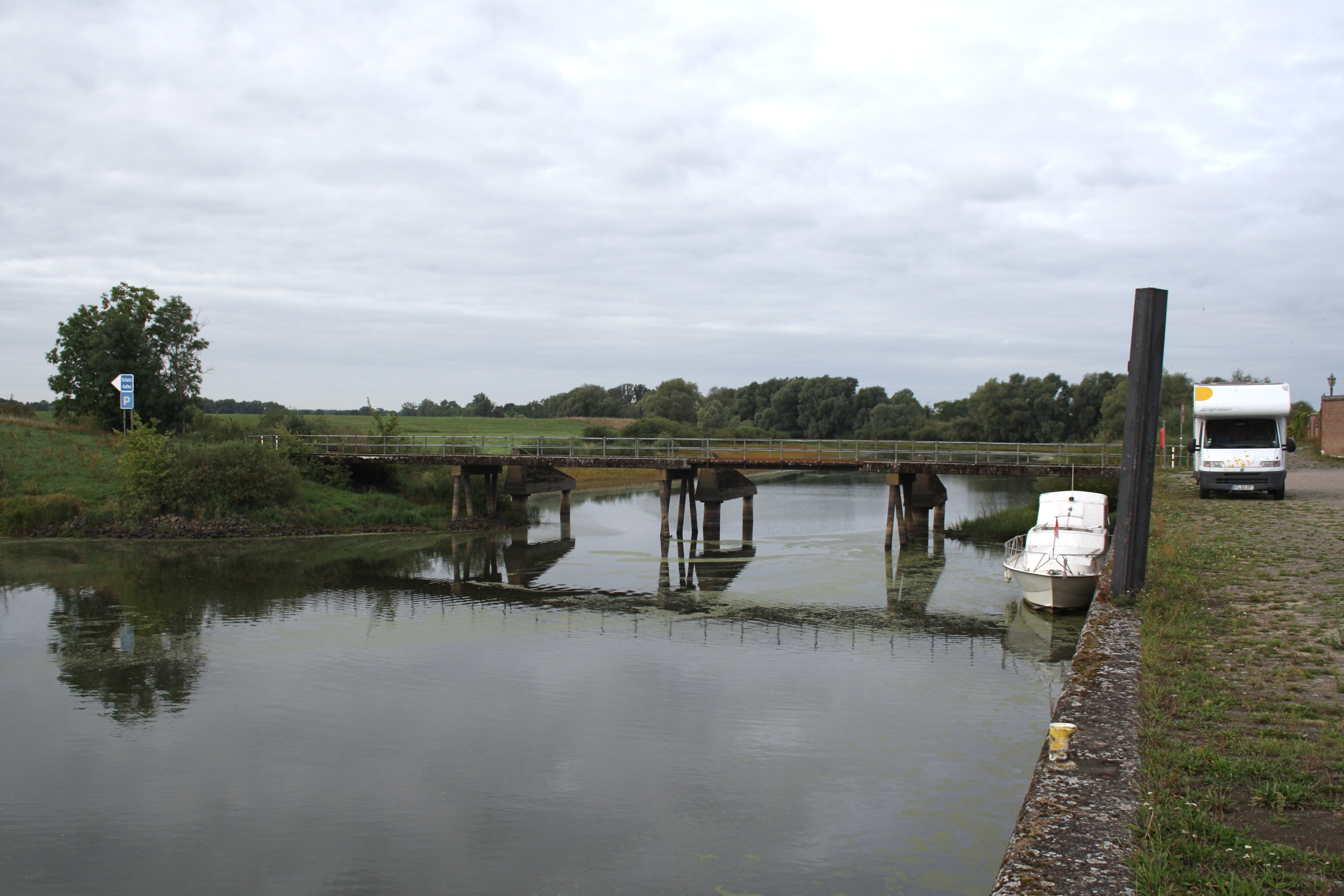
Herman-Ahrens-Brücke über den Aland am Schnackenburger Hafen

Die Stadt Schnackenburg besteht seit der Gemeindegebietsreform von 1972 aus vier Stadtteilen.
- Gummern
- Holtorf
- Kapern
- Schnackenburg

### Nachbarorte
Die Nachbarorte sind Lanz, Babekuhl, Bernheide, Mittelhorst und Jagel im Nordosten, Lütkenwisch und Cumlosen im Osten, Müggendorf, Klein Wanzer, Wanzer, Aulosen und Stresow im Südosten, Gummern im Süden, Kapern, Sonnenhof, Buchhorst, Gartow, Quarnstedt und Holtorf im Südwesten, sowie Elbholz, Gandow und Wustrow im Nordwesten.

## Geschichte
Der Ort Schnackenburg wurde erstmals indirekt 1218 erwähnt, als ein gleichnamiges Niederadelsgeschlecht in den Schriftquellen belegt ist. Der Ort entstand bei der namensgebenden Schnackenburg an der Mündung des Aland in die Elbe und erhielt 1373 Stadtrecht. Die Bedeutung des Ortes lag im Elbzoll, der hier von Schiffern zu entrichten war. Das Nikolauspatrozinium der Kirche deutet darauf hin, dass auch im Orte Schiffer ansässig waren.

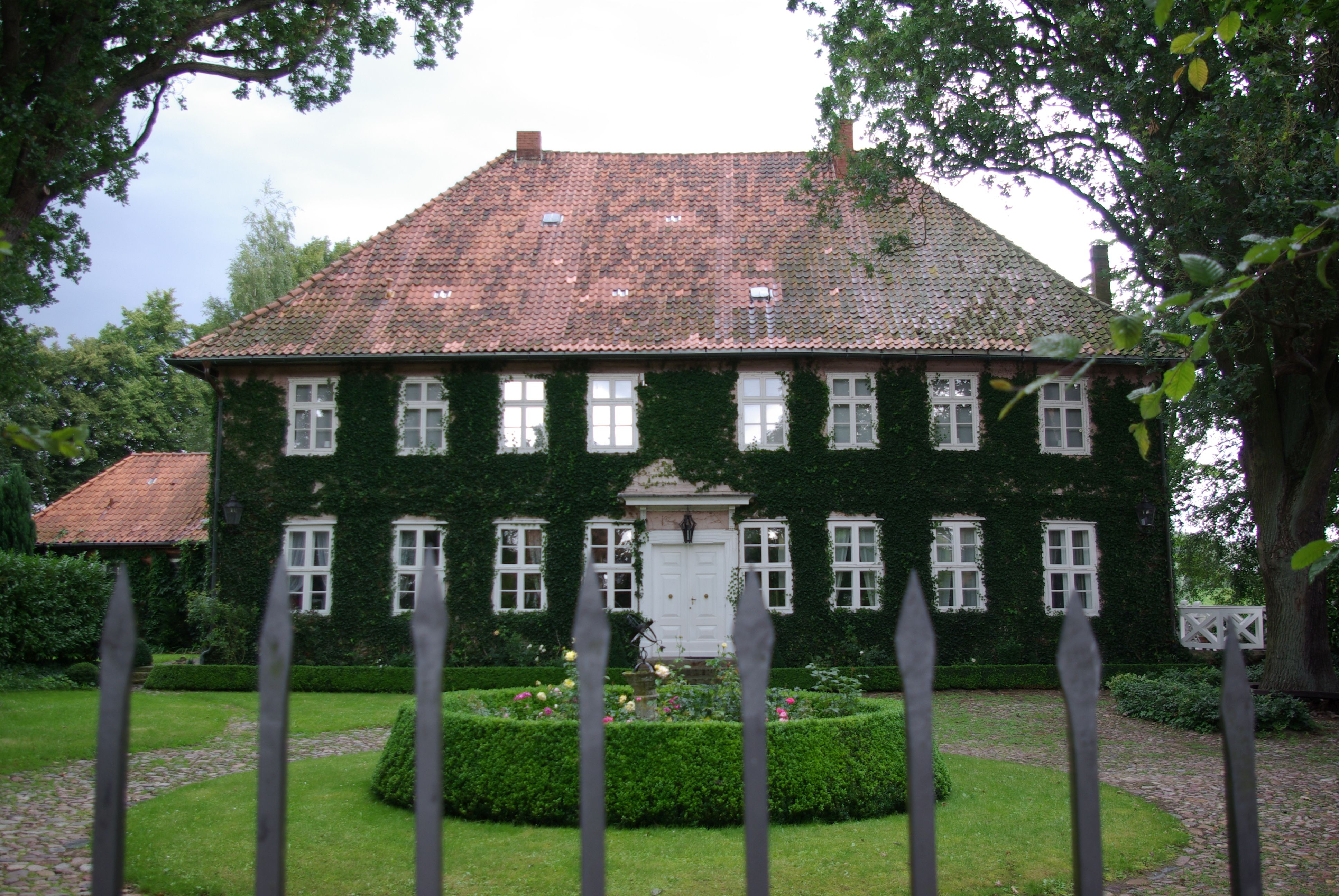
Der Amtshof (Gutshaus)

Schnackenburg gehörte anfangs zur Mark Brandenburg. In einem Grenzkrieg, den Markgraf Jobst gegen Fürst Bernhard von Lüneburg verlor, wurde die Stadt von den Lüneburgern eingenommen und kam so an Braunschweig-Lüneburg. Schnackenburg und Umland bildeten bis 1850 einen eigenen Amtsbezirk im Kurfürstentum Braunschweig-Lüneburg und dann im Königreich Hannover. Es kam dann an das Amt Gartow, mit diesem seit 1872 zum Amt Lüchow und gehört seit 1932 zum Kreis Dannenberg (seit 1951 Landkreis Lüchow-Dannenberg). Infolge der Gemeindereform im Jahre 1972 gehört die Stadt Schnackenburg zur Samtgemeinde Gartow. Bis zur Aufhebung der Elbzölle im 19. Jahrhundert war Schnackenburg ein wichtiges Zollamt.

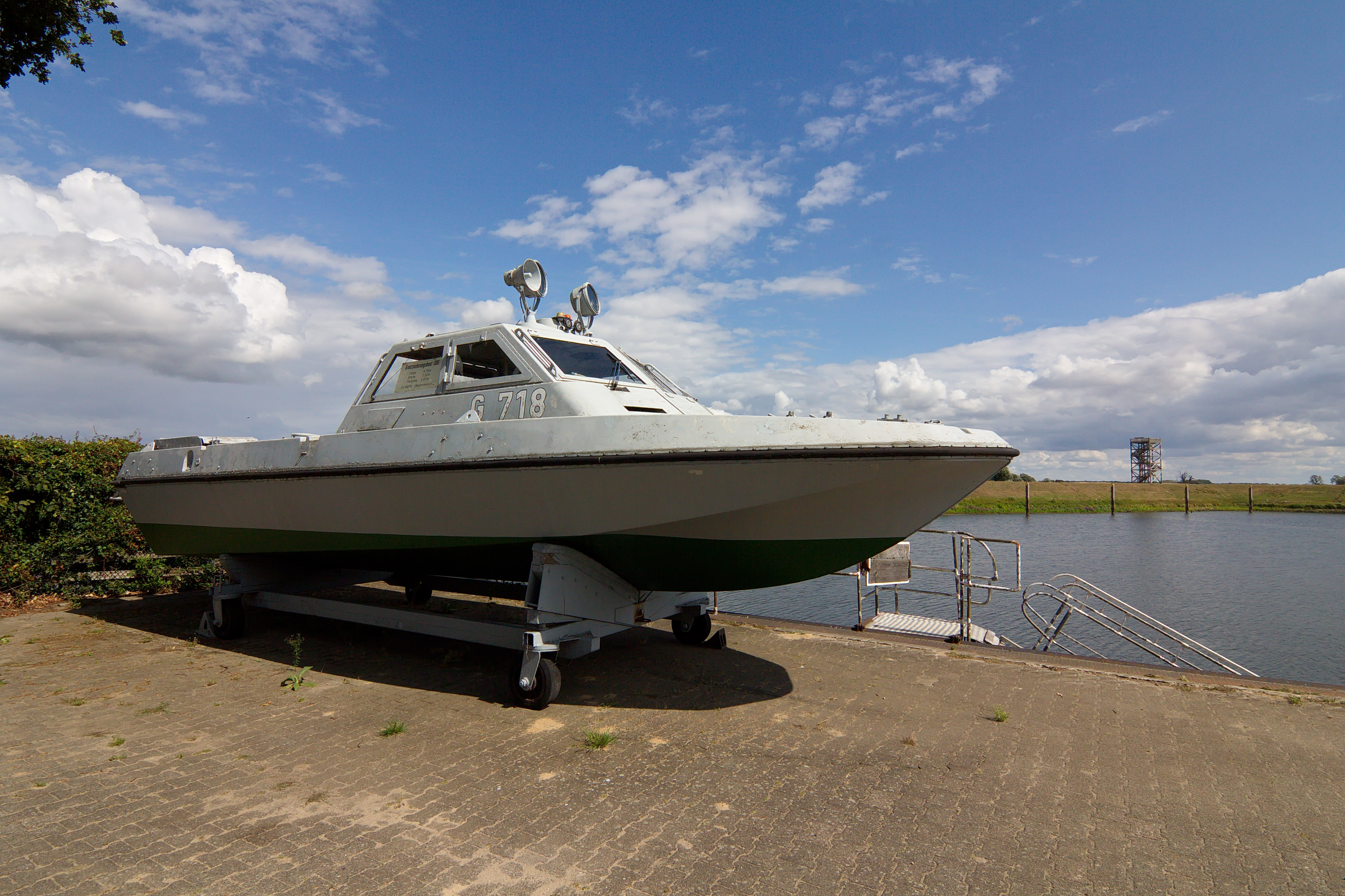
Grenzsicherungsboot (DDR) vor dem Museum

Schnackenburg war bis zur Wiedervereinigung Deutschlands ein von drei Seiten von der innerdeutschen Grenze umgebener Teil der Bundesrepublik („Bundesblinddarm im DDR-Gebiet“). Im alten Gutshaus der Grafen von Bernstorff hatte der Zoll seinen Sitz. Es war auch Standort der Kontrollstelle für den Transit- und Wechselverkehr der Binnenschifffahrt auf der Elbe. Eine Be- und Entladestelle für die Binnenschifffahrt besteht nicht mehr. Der kleine Schutzhafen wird heute vorwiegend von Sportbooten genutzt. In den Jahrzehnten der deutschen Teilung war der Name Schnackenburg den Rundfunkhörern durch die Wasserstandsmeldungen der Elbe geläufig, da sich dort der erste Pegel auf westdeutscher Seite befand (heute sind Wittenberge und Dömitz die für diesen Stromabschnitt maßgeblichen Pegel). Gelegentlich wird Schnackenburg auch als Funkstelle der Richtfunkverbindungen nach West-Berlin genannt. Die befand sich während der Deutschen Teilung jedoch am höher gelegenen Sender Höhbeck („Gartow 1“ und „Gartow 2“), im etwa sieben Kilometer weiter westlich gelegenen Nachbarort.

### Namensbildung
Der deutsche Name Schnackenburg scheint sich aus dem niederdeutschen Snaak oder Snack „Schlange“ (Mehrzahl Snaken oder Snacken) und Borg „Burg“ gebildet zu haben. Ein polabischer Name für Schnackenburg wurde um das Jahr 1700 als Godegord (geschrieben als Godegür) erwähnt, wahrscheinlich als Übersetzung des deutschen Namens von god (< slawisch *gadă) „Schlange“ und gord (< slawisch *gordă) „Burg“.
Eingemeindungen
Am 1. Juli 1972 wurden die Gemeinden Gummern, Holtorf und Kapern eingegliedert.

## Politik
Die Stadt Schnackenburg gehört zum Landtagswahlkreis 47 Elbe und zum Bundestagswahlkreis 37 Lüchow-Dannenberg–Lüneburg.

### Rat
Der Rat der Stadt Schnackenburg setzt sich aus neun Ratsfrauen und -herren zusammen. Die Ratsmitglieder werden durch eine Kommunalwahl für jeweils fünf Jahre gewählt.
Bei der Kommunalwahl 2021 ergab sich folgende Sitzverteilung:
| Rat der Stadt Schnackenburg 2021Insgesamt 9 Sitze - BL: 1 - WGS: 8 |
| ____________________ BL: Bürgerliste Lüchow-Dannenberg             |

Vorherige Sitzverteilungen:
| Wahljahr                                                   | WGS | Gesamt  |
| ---------------------------------------------------------- | --- | ------- |
| 2016                                                       | 9   | 9 Sitze |
| __________________________ WGS: Wählergruppe Schnackenburg |     |         |

### Bürgermeister
Bürgermeister der Stadt Schnackenburg ist Matthias Köhler.

### Wappen
Das Wappen der Stadt zeigt eine Burg mit zwei Türmen, zwischen denen ein Adler prangt.

## Kultur und Sehenswürdigkeiten

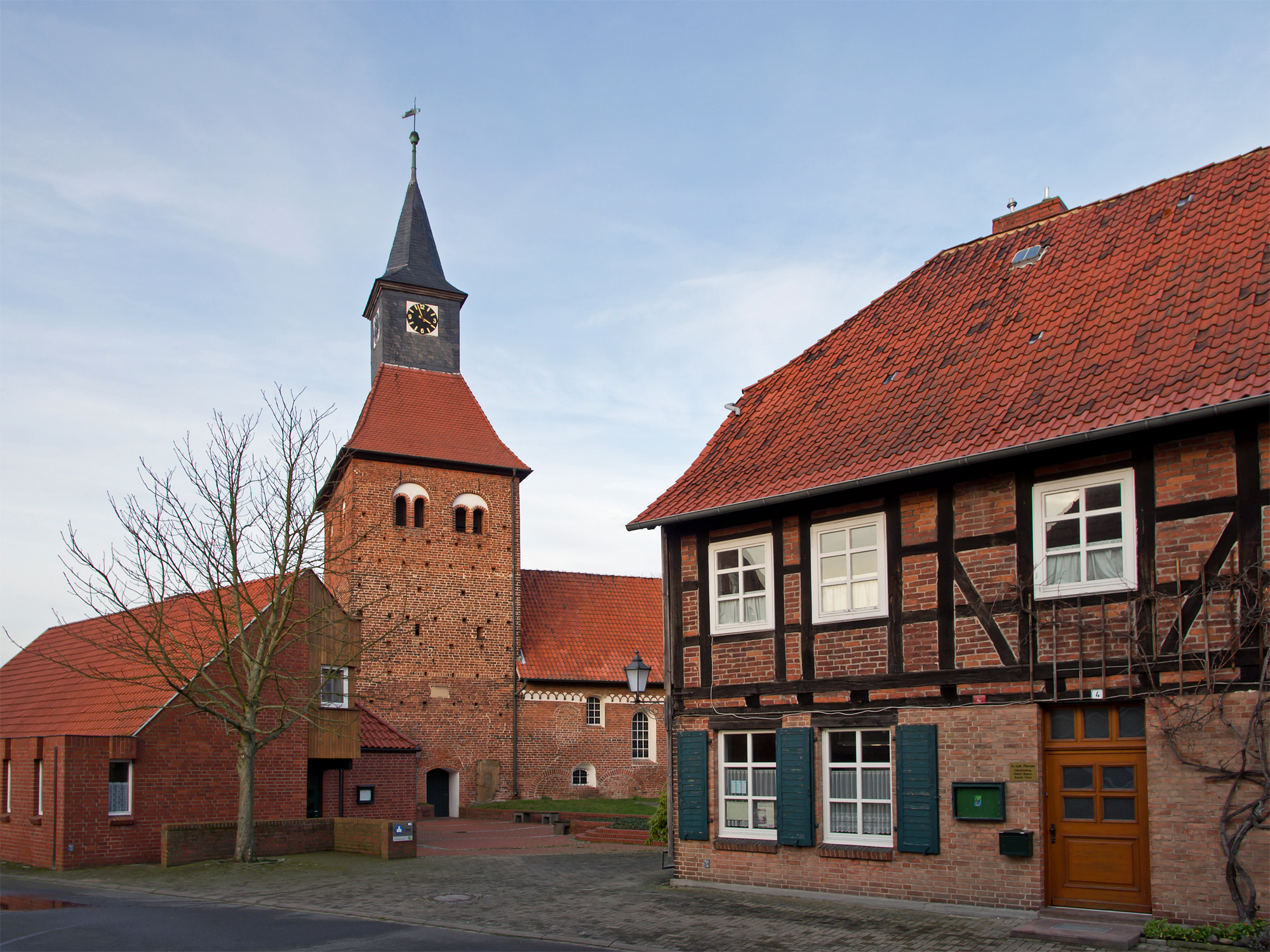
Schnackenburger Kirche St. Nicolai mit Pfarrhaus

In der Liste der Baudenkmale in Schnackenburg stehen alle Baudenkmale der Stadt Schnackenburg. In der Liste der Bodendenkmale in Schnackenburg finden sich alle Bodendenkmale.

### Kirche
In Schnackenburg gibt es eine evangelisch-lutherische Kirchengemeinde, zu der die St.-Nicolai-Kirche im Stadtzentrum gehört. Die einst eigenständige Kirchengemeinde gehört seit 2009 mit den Kirchengemeinden in Gartow, Holtorf, Kapern und Restorf sowie den Kapellengemeinden Meetschow und Vietze zum „Kirchspiel an Elbe und Seege“.
Die ab Ostern bis zum Erntedankfest täglich geöffnete Kirche ist dem Heiligen Nikolaus als Schutzpatron der Seefahrer und Kaufleute gewidmet und seit 1284 dokumentiert. Zur Ausstattung gehören Kanzel und Altar aus dem Jahre 1727. Die Taufschale befindet sich in einem schwebenden Taufengel, der herabgelassen werden kann. Die älteste Glocke im Turm stammt aus dem 14. Jahrhundert.

### Museen

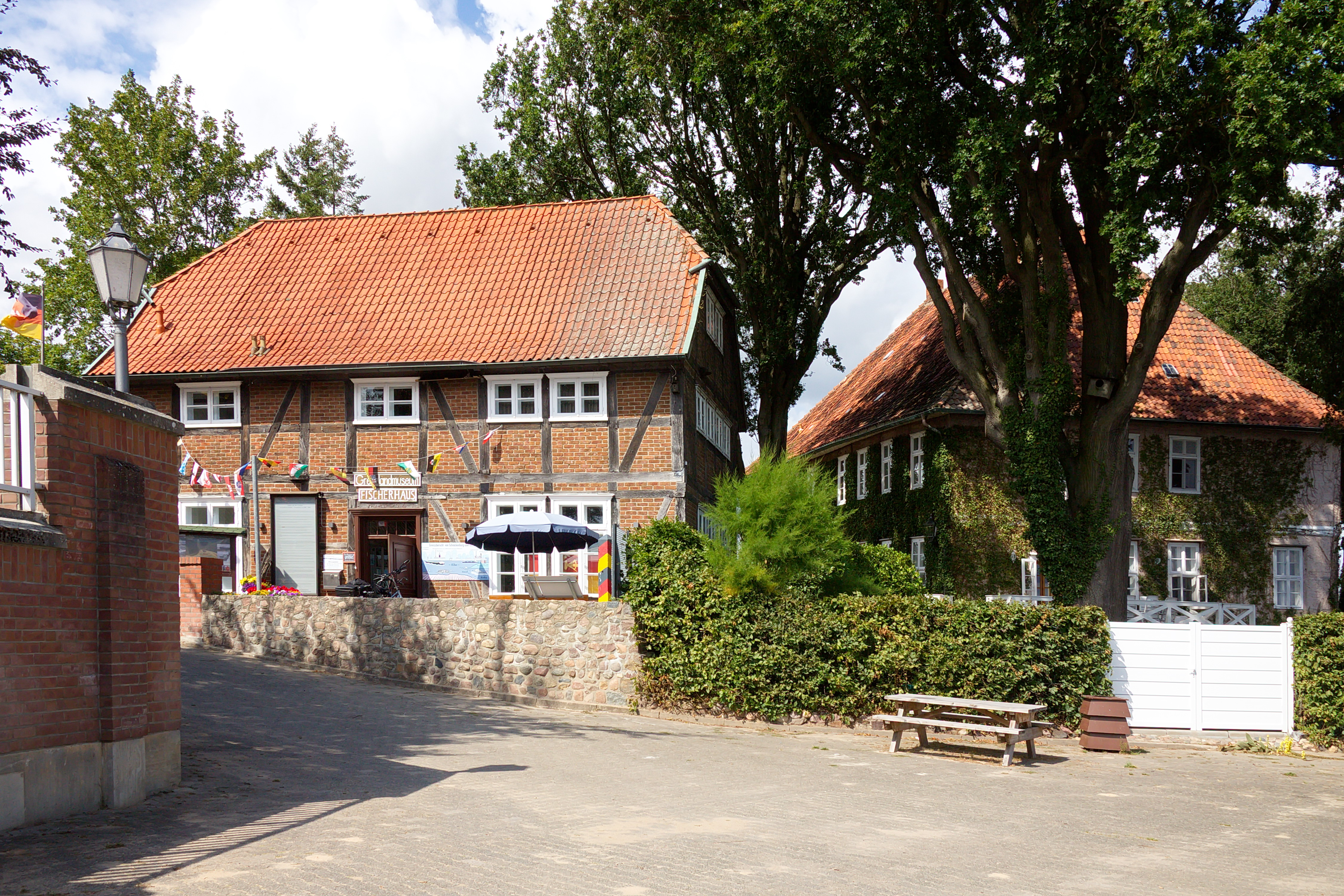
Grenzlandmuseum in Schnackenburg

Im Alten Fischerhaus befindet sich das Grenzlandmuseum. Es zeigt in einer Dauerausstellung u. a. Uniformen, Ausrüstungsgegenstände, Waffen, Fahrzeuge und zahlreiche Dokumente von beiden Seiten der ehemaligen Grenze und erinnert damit an die 45 Jahre bestehende Teilung des Landes.  Die drei Kilometer südöstlich gelegene Gedenk- und Begegnungsstätte Stresow ist Teil des Museums.

### Weitere Anlagen

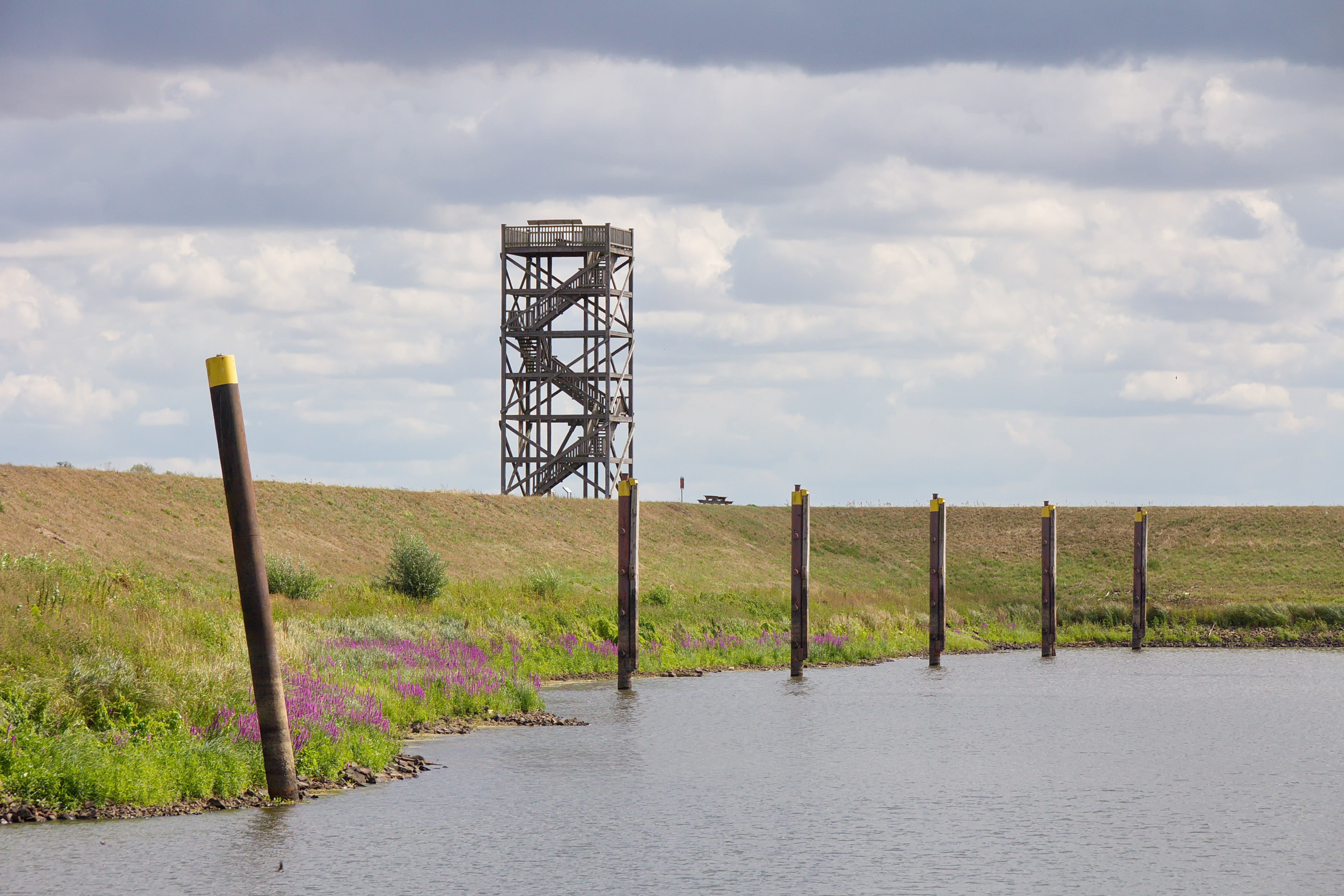
Aussichtsturm im Osten des Schutzhafens am Aland

Etwas außerhalb der Stadt findet man, angrenzend an den 1836 außerhalb der Stadt neu angelegten christlichen Friedhof, auch einen kleinen jüdischen Friedhof mit sieben Grabsteinen aus dem 19. Jahrhundert.
An der Ostseite des Schnackenburger Schutzhafens steht ein 14 m hoher hölzerner Aussichtsturm, der einen guten Blick auf das Elbtal und die Alandniederung bietet.

### Kultur
In Schnackenburg findet außer dem Schützenfest im Juli und dem Stadtfest im September regelmäßig das klassische Musikfestival „Schubertiaden“ im August/September statt.
Schnackenburg verfügt über ein reges Vereinsleben.

## Wirtschaft und Infrastruktur

### Unternehmen
Die kommerzielle Infrastruktur entspricht nicht mehr dem, was die Bezeichnung „Stadt“ nahelegt. So gibt es zwar Gastronomie und Hotellerie, aber kein Lebensmittelgeschäft oder einen Bäcker.

### Verkehr
Schnackenburg ist Endpunkt der Bundesstraße 493 Uelzen–Lüchow–Schnackenburg, die zuvor von Gartow kommend den Ortsteil Kapern durchquert und direkt am Ortsteil Gummern vorbeiführt.
Der linkselbische Ast des Elberadwegs sowie der Fernradweg Iron Curtain Trail führen durch Schnackenburg.
Fähre Ilka

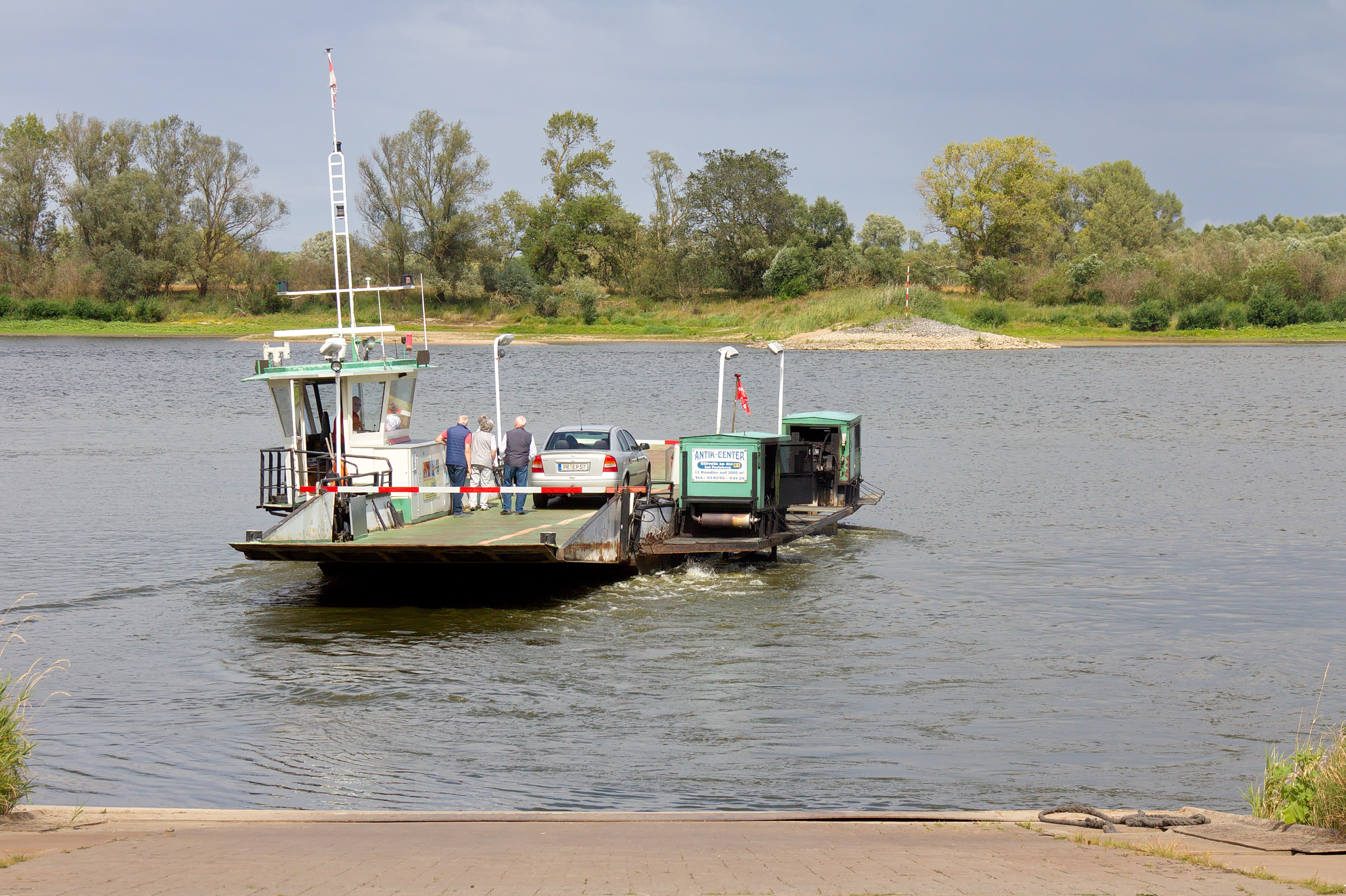
Ilka bei der Überfahrt

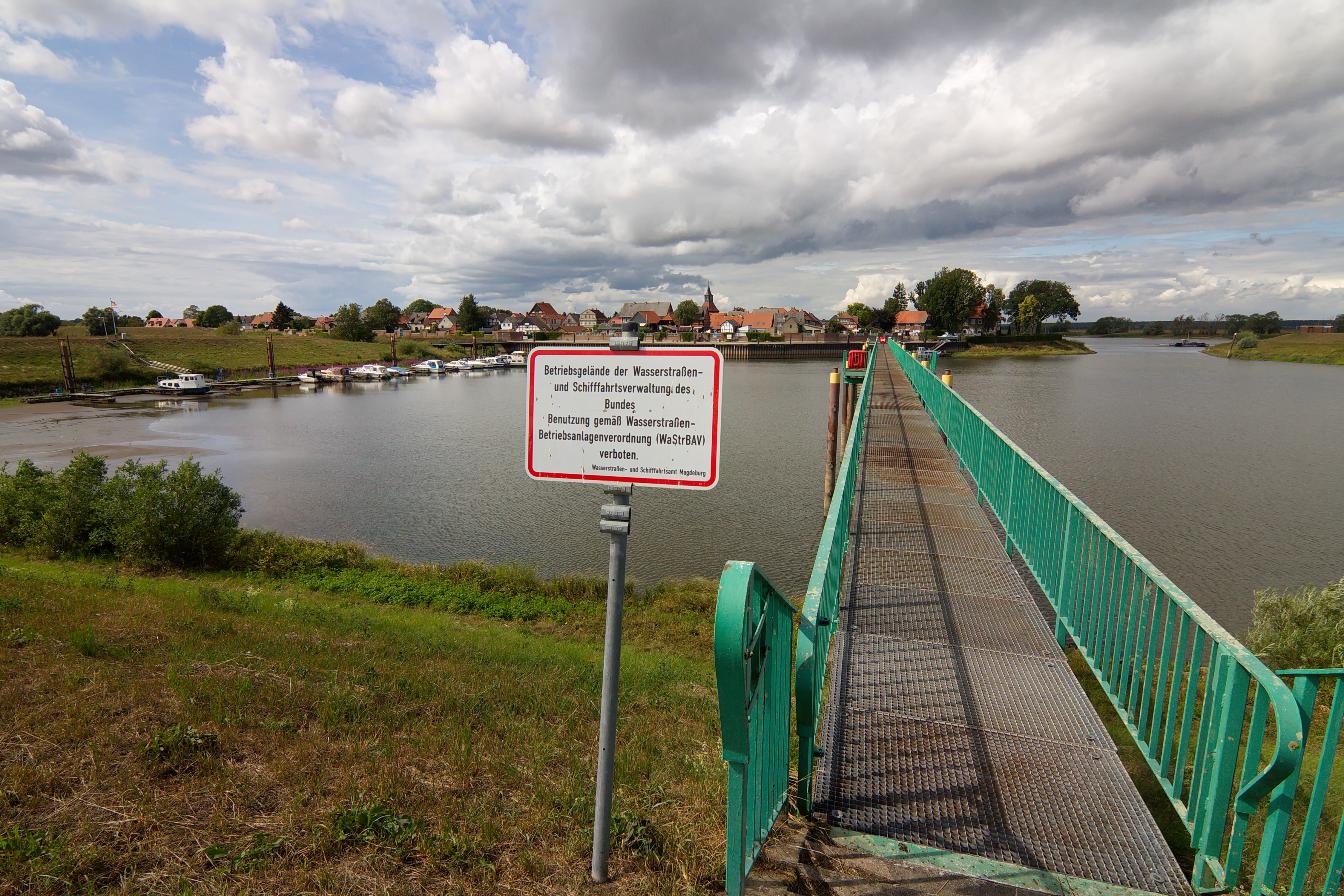
Schutzhafen vor der Stadt

Der Vorgänger der Elbfähre Ilka wurde in den letzten Kriegstagen versenkt und in der Folgezeit bis zum 7. September 1991 gab es keine Fährverbindung in Schnackenburg. Erst seit diesem Tag pendelt mit der Ilka an dieser Stelle wieder eine Fähre zwischen den Ufern der Elbe.
Als der Fährmann sich im März 2017 in den Ruhestand begab, musste der Fährbetrieb vorübergehend eingestellt werden. Bereits im August 2017 übernahm ein neuer Fährmann die Aufgabe, pro Tag bis zu 160 Kraftfahrzeuge und 150 bis 200 Personen mit und ohne Fahrrad überzusetzen.
Die motorbetriebene Autofähre sichert heute ganzjährig die Verbindung vom Ende der Bundesstraße zur brandenburgischen L 121 von Lütkenwisch nach Lanz.
Schutzhafen
Der Schnackenburger Hafen erlangte in den 1960er Jahren größere Bedeutung als Schutzhafen für die Elbschifffahrt, wenn diese wegen Hochwasser oder Eisgang eingestellt werden musste. Zu dieser Zeit hatte die Elbe eine wichtige Funktion für den Transitverkehr nach West-Berlin und für Frachtschiffe in die DDR und nach Prag. Wasserschutzpolizei und Zoll waren in Schnackenburg stationiert, und im Jahr 1965 weist die Statistik des westdeutschen Zolls hier 15.000 abgefertigte Schiffe aus.

## Persönlichkeiten
- Walther Schultz (1900–1957), Landesbischof der Evangelisch-Lutherischen Landeskirche Mecklenburgs in Schwerin und Pastor in Schnackenburg.